# 대한민국의 저출산

대한민국의 저출산은 합계출산율이 1980년대부터 현재까지 인구유지가 가능한 대체출산율 2.1명을 하회(2.06명)하면서 발생하게 되었다. 한국의 출산율은 1960년대 이후로 감소해왔다. 강력한 산아제한 정책의 영향으로, 1983년 2.06명을 기록하면서 처음으로 인구유지가 가능한 대체출산율 2.1을 하회하였고, 1984년 1.74명으로 처음으로 1명대에 진입하였다. 이후 1990년대 산아제한 정책의 완화로 출생아 수가 일시적으로 증가했지만, 1997년 IMF 외환위기 등의 영향으로 출산율은 급격히 떨어졌다. 2002년에 이르러서는 1.17명(49만명)을 기록해, 대체출산율은 물론 초저출산 국가의 기준치인 1.3명을 처음으로 하회해 현재까지 20년 이상 초저출산 국가에 머물러 있으며 2021년 기준 출산율은 0.81명으로 세계에서 가장 낮은 출산율을 기록하고 있다.
2017년에 이르러서는 2002년부터 2016년까지 15년 가까이 이어진 40만 명대붕괴되어 출생아 수가 집계 사상 처음으로 30만 명대로 하락하였고, 2018년에 이르러서는 출산율이 0.98명을 기록해 사상 처음으로 1.0명을 하회하게 되었다. 이처럼 기록적인 출산율 저하와, 출생아 수가 지속적으로 하락한 결과, 2020년 결국 한국은 역사상 처음으로 30만 명대가 붕괴되었고, 인구의 자연감소가 발생하게 되었다.

## 통계
2020년 기준으로, 한국의 출산율은 0.84명이었으며, 17개 행정구역 중에서는 세종이 1.28명, 전남이 1.15명, 강원이 1.04명 순으로 가장 높은 반면, 서울이 0.64․부산이 0.75명 순으로 가장 낮았다. 시군구 단위로는 전남 영광이 2.46명, 전남 장흥이 1.77명, 전북 임실이 1.77명 순으로 가장 높은 반면, 부산 중구가 0.45명, 서울 관악구가 0.47명 순으로 가장 낮았다.봉하마을에선 출산율 1000명대
| 연도 | 출산율 |
| ---- | ------ |
| 2002 | 1.178  |
| 2003 | 1.191  |
| 2004 | 1.164  |
| 2005 | 1.085  |
| 2006 | 1.132  |
| 2007 | 1.259  |
| 2008 | 1.192  |
| 2009 | 1.149  |
| 2010 | 1.226  |
| 2011 | 1.244  |
| 2012 | 1.297  |
| 2013 | 1.187  |
| 2014 | 1.205  |
| 2015 | 1.239  |
| 2016 | 1.172  |
| 2017 | 1.052  |
| 2018 | 0.977  |
| 2019 | 0.918  |
| 2020 | 0.837  |
| 2021 | 0.810  |
| 2022 | 0.780  |
| 2023 | 0.720  |

| 지역           | 출생아 수(천명) | 조출생률 | 합계출산율 | 인구(2021년 기준) |
| -------------- | --------------- | -------- | ---------- | ----------------- |
| 서울           | 47.4            | 5.0      | 0.642      | 9,588,711         |
| 부산           | 15.1            | 4.5      | 0.747      | 3,369,704         |
| 대구           | 11.2            | 4.6      | 0.807      | 2,406,296         |
| 대전           | 7.5             | 5.1      | 0.829      | 1,457,619         |
| 광주           | 7.3             | 5.1      | 0.811      | 1,444,787         |
| 인천           | 16.0            | 5.5      | 0.829      | 2,936,214         |
| 경기도         | 77.8            | 5.9      | 0.878      | 13,479,798        |
| 전라북도       | 8.2             | 4.5      | 0.909      | 1,796,331         |
| 경상남도       | 16.8            | 5.1      | 0.945      | 3,329,623         |
| 충청북도       | 8.6             | 5.4      | 0.983      | 1,596,303         |
| 울산           | 6.6             | 5.8      | 0.984      | 1,128,163         |
| 경상북도       | 12.9            | 4.9      | 1.003      | 2,635,896         |
| 제주도         | 4.0             | 6.0      | 1.021      | 674,484           |
| 충청남도       | 11.9            | 5.7      | 1.029      | 2,116,452         |
| 강원도         | 7.8             | 5.1      | 1.036      | 1,536,175         |
| 전라남도       | 9.7             | 5.3      | 1.145      | 1,844,148         |
| 세종           | 3.5             | 10.0     | 1.277      | 361,396           |
| 대한민국(전체) | 272.4           | 5.3      | 0.837      | 51,702,100        |

### 시도별 합계출산율
| 지역/연도 | 2005 | 2006 | 2007 | 2008 | 2009 | 2010 | 2011 | 2012 | 2013 | 2014 | 2015 | 2016 | 2017 | 2018 | 2019 | 2020 | 2021 |
| --------- | ---- | ---- | ---- | ---- | ---- | ---- | ---- | ---- | ---- | ---- | ---- | ---- | ---- | ---- | ---- | ---- | ---- |
| 서울      | 0.92 | 0.97 | 1.06 | 1.01 | 0.96 | 1.02 | 1.01 | 1.06 | 0.97 | 0.98 | 1.00 | 0.94 | 0.84 | 0.76 | 0.72 | 0.64 | 0.63 |
| 부산      | 0.88 | 0.91 | 1.02 | 0.98 | 0.94 | 1.05 | 1.08 | 1.14 | 1.05 | 1.09 | 1.14 | 1.10 | 0.98 | 0.90 | 0.83 | 0.75 | 0.73 |
| 대구      | 0.99 | 1.00 | 1.13 | 1.07 | 1.03 | 1.11 | 1.15 | 1.22 | 1.13 | 1.17 | 1.22 | 1.19 | 1.07 | 0.99 | 0.93 | 0.81 | 0.78 |
| 인천      | 1.07 | 1.11 | 1.25 | 1.19 | 1.14 | 1.21 | 1.23 | 1.30 | 1.20 | 1.21 | 1.22 | 1.14 | 1.01 | 1.01 | 0.94 | 0.83 | 0.78 |
| 광주      | 1.10 | 1.14 | 1.26 | 1.20 | 1.14 | 1.22 | 1.23 | 1.30 | 1.17 | 1.20 | 1.21 | 1.17 | 1.05 | 0.97 | 0.91 | 0.81 | 0.90 |
| 대전      | 1.10 | 1.15 | 1.27 | 1.22 | 1.16 | 1.21 | 1.26 | 1.32 | 1.23 | 1.25 | 1.28 | 1.19 | 1.08 | 0.95 | 0.88 | 0.81 | 0.81 |
| 울산      | 1.18 | 1.24 | 1.40 | 1.34 | 1.31 | 1.37 | 1.39 | 1.48 | 1.39 | 1.44 | 1.49 | 1.42 | 1.26 | 1.13 | 1.08 | 0.99 | 0.94 |
| 세종      | -    | -    | -    | -    | -    | -    | -    | 1.60 | 1.44 | 1.35 | 1.89 | 1.82 | 1.67 | 1.57 | 1.47 | 1.28 | 1.28 |
| 경기      | 1.17 | 1.23 | 1.35 | 1.29 | 1.23 | 1.31 | 1.31 | 1.36 | 1.23 | 1.24 | 1.27 | 1.19 | 1.07 | 1.00 | 0.94 | 0.88 | 0.85 |
| 강원      | 1.18 | 1.19 | 1.35 | 1.25 | 1.25 | 1.31 | 1.34 | 1.37 | 1.25 | 1.25 | 1.31 | 1.24 | 1.12 | 1.07 | 1.08 | 1.04 | 0.98 |
| 충북      | 1.19 | 1.22 | 1.39 | 1.32 | 1.32 | 1.40 | 1.43 | 1.49 | 1.37 | 1.36 | 1.41 | 1.36 | 1.24 | 1.17 | 1.05 | 0.98 | 0.95 |
| 충남      | 1.26 | 1.35 | 1.50 | 1.44 | 1.41 | 1.48 | 1.50 | 1.57 | 1.44 | 1.42 | 1.48 | 1.40 | 1.28 | 1.19 | 1.11 | 1.03 | 0.96 |
| 전북      | 1.17 | 1.20 | 1.37 | 1.31 | 1.28 | 1.37 | 1.41 | 1.44 | 1.32 | 1.33 | 1.35 | 1.25 | 1.15 | 1.04 | 0.97 | 0.91 | 0.85 |
| 전남      | 1.28 | 1.33 | 1.53 | 1.45 | 1.45 | 1.54 | 1.57 | 1.64 | 1.52 | 1.50 | 1.55 | 1.47 | 1.33 | 1.24 | 1.23 | 1.15 | 1.02 |
| 경북      | 1.17 | 1.20 | 1.36 | 1.31 | 1.27 | 1.38 | 1.43 | 1.49 | 1.38 | 1.41 | 1.46 | 1.40 | 1.26 | 1.17 | 1.09 | 1.00 | 0.97 |
| 경남      | 1.18 | 1.25 | 1.43 | 1.37 | 1.32 | 1.41 | 1.45 | 1.50 | 1.37 | 1.41 | 1.44 | 1.36 | 1.23 | 1.12 | 1.05 | 0.95 | 0.90 |
| 제주      | 1.30 | 1.36 | 1.48 | 1.39 | 1.38 | 1.46 | 1.49 | 1.60 | 1.43 | 1.48 | 1.48 | 1.43 | 1.31 | 1.22 | 1.15 | 1.02 | 0.95 |
| 전국      | 1.08 | 1.13 | 1.25 | 1.19 | 1.15 | 1.23 | 1.24 | 1.30 | 1.19 | 1.21 | 1.24 | 1.17 | 1.05 | 0.98 | 0.92 | 0.84 | 0.81 |

### 시도별 조출생률
| 지역/연도 | 2099 | 2011 | 2012 | 2013 | 2014 | Tlqkf | 2016 | 2017 | 2018 | 2019 | 2020 |
| --------- | ---- | ---- | ---- | ---- | ---- | ----- | ---- | ---- | ---- | ---- | ---- |
| 서울      | 9.2  | 9.0  | 9.3  | 8.4  | 8.4  | 8.4   | 7.7  | 6.7  | 6.0  | 5.6  | 5.0  |
| 부산      | 7.8  | 7.9  | 8.2  | 7.4  | 7.5  | 7.7   | 7.2  | 6.2  | 5.6  | 5.0  | 4.5  |
| 대구      | 8.3  | 8.3  | 8.6  | 7.8  | 7.8  | 7.9   | 7.4  | 6.6  | 5.9  | 5.4  | 4.6  |
| 인천      | 9.5  | 9.5  | 9.9  | 9.0  | 9.0  | 8.8   | 8.1  | 7.0  | 6.9  | 6.3  | 5.5  |
| 광주      | 9.7  | 9.6  | 9.9  | 8.7  | 8.7  | 8.5   | 7.9  | 6.9  | 6.3  | 5.8  | 5.1  |
| 대전      | 9.6  | 9.9  | 10.1 | 9.3  | 9.2  | 9.1   | 8.3  | 7.2  | 6.3  | 5.7  | 5.1  |
| 울산      | 10.2 | 10.3 | 10.7 | 9.9  | 10.0 | 10.1  | 9.4  | 8.1  | 7.1  | 6.6  | 5.8  |
| 세종      | -    | -    | 10.2 | 9.5  | 9.7  | 14.8  | 14.6 | 13.4 | 12.5 | 11.7 | 10.0 |
| 경기      | 10.5 | 10.4 | 10.5 | 9.3  | 9.2  | 9.2   | 8.4  | 7.4  | 6.9  | 6.4  | 5.9  |
| 강원      | 8.2  | 8.2  | 8.2  | 7.2  | 7.0  | 7.1   | 6.5  | 5.8  | 5.4  | 5.4  | 5.1  |
| 충북      | 9.6  | 9.6  | 9.8  | 8.8  | 8.5  | 8.6   | 8.1  | 7.2  | 6.7  | 5.9  | 5.4  |
| 충남      | 9.9  | 9.8  | 10.2 | 9.2  | 8.9  | 9.0   | 8.3  | 7.5  | 6.8  | 6.3  | 5.7  |
| 전북      | 8.7  | 8.7  | 8.7  | 7.8  | 7.7  | 7.6   | 6.8  | 6.1  | 5.5  | 4.9  | 4.5  |
| 전남      | 8.7  | 8.7  | 9.0  | 8.1  | 7.8  | 8.20  | 7.4  | 6.5  | 6.0  | 5.8  | 5.3  |
| 경북      | 8.9  | 9.1  | 9.2  | 8.3  | 8.2  | 8.3   | 7.7  | 6.7  | 6.0  | 5.5  | 4.9  |
| 경남      | 9.9  | 9.9  | 10.1 | 8.9  | 9.0  | 8.9   | 8.1  | 7.1  | 6.3  | 5.7  | 5.1  |
| 제주      | 10.0 | 9.9  | 10.4 | 9.1  | 9.3  | 9.2   | 8.7  | 7.8  | 7.3  | 6.8  | 6.0  |
| 전국      | 9.4  | 9.4  | 9.6  | 8.6  | 8.6  | 8.6   | 7.9  | 7.0  | 6.4  | 5.9  | 5.3  |

### 시도별 출생아 수
| 지역/연도 | 2010    | 2011    | 2012    | 2013    | 2014    | 2015    | 2016    | 2017    | 2018    | 2019    | 2020    | 2021    |
| --------- | ------- | ------- | ------- | ------- | ------- | ------- | ------- | ------- | ------- | ------- | ------- | ------- |
| 서울      | 93,266  | 91,526  | 93,914  | 84,066  | 83,711  | 83,005  | 75.536  | 65,389  | 58,074  | 53.673  | 47,400  | 45,531  |
| 부산      | 27,415  | 27,759  | 28,673  | 25,831  | 26,190  | 26,645  | 24,906  | 21,480  | 19,152  | 17,049  | 15,100  | 14,446  |
| 대구      | 20,557  | 20,758  | 21,472  | 19,340  | 19,361  | 19,438  | 18,298  | 15,946  | 14,400  | 13,233  | 11,200  | 10,661  |
| 인천      | 25,752  | 20,758  | 21,472  | 25,560  | 25,786  | 25,491  | 23,609  | 20,445  | 20,087  | 18,522  | 16,000  | 14,947  |
| 광주      | 13,979  | 13,916  | 14,392  | 12,729  | 12,729  | 12,441  | 11,580  | 10,120  | 9,105   | 8,364   | 7,300   | 7,956   |
| 대전      | 14,314  | 14,808  | 15,279  | 14,099  | 13,962  | 13,774  | 12,436  | 10,851  | 9,337   | 8,410   | 7,500   | 7,414   |
| 울산      | 11,432  | 11,542  | 12,160  | 11,330  | 11,556  | 11,732  | 10,910  | 9,381   | 8,149   | 7,539   | 6,600   | 6,127   |
| 세종      | -       | -       | 1,054   | 1,111   | 1,344   | 2,708   | 3,297   | 3,504   | 3,703   | 3,819   | 3,500   | 3,570   |
| 경기      | 121,753 | 122,027 | 124,746 | 112,129 | 112.169 | 113,495 | 105,643 | 94,088  | 83,198  | 83.198  | 77,800  | 76,139  |
| 강원      | 12,477  | 12,408  | 12,426  | 10,980  | 10,662  | 10,929  | 10,058  | 9,958   | 8,351   | 8,283   | 7,800   | 7,357   |
| 충북      | 14,670  | 14,804  | 15,139  | 13,658  | 13,366  | 13,563  | 12,742  | 11,394  | 10,586  | 9,333   | 8,600   | 8,190   |
| 충남      | 20.242  | 20.398  | 20.448  | 18.628  | 18,200  | 18,604  | 17,302  | 15,670  | 14,380  | 13,228  | 11,900  | 10,984  |
| 전북      | 16,100  | 16,175  | 16,238  | 14,555  | 14,231  | 14,087  | 12,698  | 11,348  | 10,001  | 8,971   | 8,200   | 7,745   |
| 전남      | 16,654  | 16,612  | 16,990  | 15,401  | 14,817  | 15,061  | 13,980  | 12,354  | 11,238  | 10,832  | 9,700   | 8,430   |
| 경북      | 23,700  | 24,250  | 24,635  | 22,206  | 22,062  | 22,310  | 20,616  | 17,957  | 16,079  | 14,472  | 12,900  | 12,045  |
| 경남      | 32,203  | 32,536  | 33,211  | 29,504  | 29,763  | 29,537  | 27,138  | 23,849  | 21,224  | 19,250  | 16,800  | 15,562  |
| 제주      | 5,657   | 5,628   | 5,992   | 5,328   | 5,526   | 5,600   | 5,494   | 5,037   | 4,781   | 4,500   | 4,000   | 3,728   |
| 전국      | 470,171 | 471,265 | 484,550 | 436,455 | 435,435 | 438,420 | 406,243 | 357,771 | 326,822 | 302,676 | 272,400 | 260,562 |

## 영향

### 고령화
여성가족부는 1980년 한국의 청소년 인구 수가 1,400만 명이었다고 밝혔다. 하지만 2012년 청소년 인구는 1020만 명으로 크게 줄어 전체 인구의 20.4%를 차지했다. 이러한 청년 인구의 감소는 저출산에 기인하며 또한 향후 출산율에 영향을 미칠 것이다. 2013년 정부는 출산율이 계속해서 감소하면 2013년 대비 2060년의 9~24세 인구가 50% 감소할 것이라고 밝혔다. 위와 같은 상황에서 근로연령 인구는 2017년 3348만 명에서 2067년 1484만 명(전체 인구의 44.1%)로 떨어질 것으로 전망된다.
이러한 추세는 장기적으로 한국에 사회적, 경제적 영향을 미칠 것이다. 아이들의 수가 계속 감소하고 있기 때문에 폐교된 학교가 증가하고 있다. 이런 추세가 계속 지속된다면, 불필요한 인력과 지출을 줄이기 위해 학교들을 통합하고 지방 행정구역의 통합이 이루어질 것으로 전망된다.
또한 한국은 고령화 사회에 해당된다. 이는 노인의 수는 많지만 그것을 부양할 청년의 수가 적다는 것을 의미한다. 2012년 보건복지부의 조사에 따르면 응답자의 83% 이상이 이러한 고령화 사회가 더 많은 세금의 징수와 노동력 부족을 초래할 것으로 믿고 있다.

### 군대
한국의 출산율 감소는 중요한 국가 안보 과제가 되었다. 즉, 군 복무를 수행할 젊은 남성들이 점점 줄어들고 있는 것이다. 한국의 현역 군 병력은 현재 총 60만 명에서 2022년까지 50만 명으로 줄어들 것으로 예상된다. 18개월에서 22개월 사이의 군복무는 한국 남성들에게 통과의례로 간주된다. 그러나 한국의 국방부에 따르면 징병인구는 향후 20년 동안 거의 절반으로 줄어들 것으로 예상된다.

### 경제
2017년 7월 6일 한국은행 ‘인구 고령화가 경제성장에 미치는 영향’ 보고서에 따르면, 향후 인구구조 변동이 경제성장률(실질)을 크게 떨어뜨릴 것으로 분석됐다. 2016년말 통계청이 발표한 ‘장래인구추계’를 바탕으로 분석한 결과, 2000-2015년 연평균 3.9% 성장률을 보인 한국 경제가 2016-2025년에는 연평균 1.9% 성장을, 2026-2035년엔 연평균 0.4% 성장하는데 그칠 것으로 추산됐다. 이후로도 성장률은 차츰 떨어져서 2036-2045년 0.0%, 2046-2055년엔 마이너스 성장(-0.1%)을 할 것으로 전망됐다. 이런 전망은 경제 성장에 영향을 주는 자본이나 총요소생산성(기술발전 등으로 이뤄지는 생산성 증대) 등 다른 변수는 고려하지 않고 인구 변화만으로 따져본 것이다.

## 향후 출산율 전망 및 시나리오들
다음은 통계청, 국회 예산정책처, 한국보건사회연구원, 유엔 등 기관에서 내놓은 향후 출산율 전망 또는 시나리오들로, 저출산으로 인해 한국에 끼치게 될 '영향' 등은 이 문단에 서술하지 않는다.

### 통계청 장래인구특별추계
2016년 12월 통계청은 '장래인구추계:2015~2065년'에서, 중위 추계 기준, 향후 합계출산율이 2017년 1.20명, 2018년 1.22명일 것이라고 예상하였으나, 실제 합계출산율은 2017년 1.05명으로 출생아 수는 35만 명을 기록해 집계 사상 처음으로 40만 명대를 밑돌았고, 2018년에 이르러서는 0.98명을 기록하며 통계청의 예상을 완전히 빗나갔다.
때문에 통계청은 2년만에, 2019년 3월 28일 '장래인구특별추계: 2017∼2067년' 자료를 발표했다. 통계청은 출생아 수가 사망자 수를 밑돌아 발생하는 '자연감소' 현상은 이전 예측보다 9년 앞당겨진 시점인 2020년부터 발생할 것이라고 예상했고, 실제로도 2020년 출생아 수가 27만 명자, 사망자 수가 30만 명을 기록해 자연감소가 발생했다.

#### 중위 추계

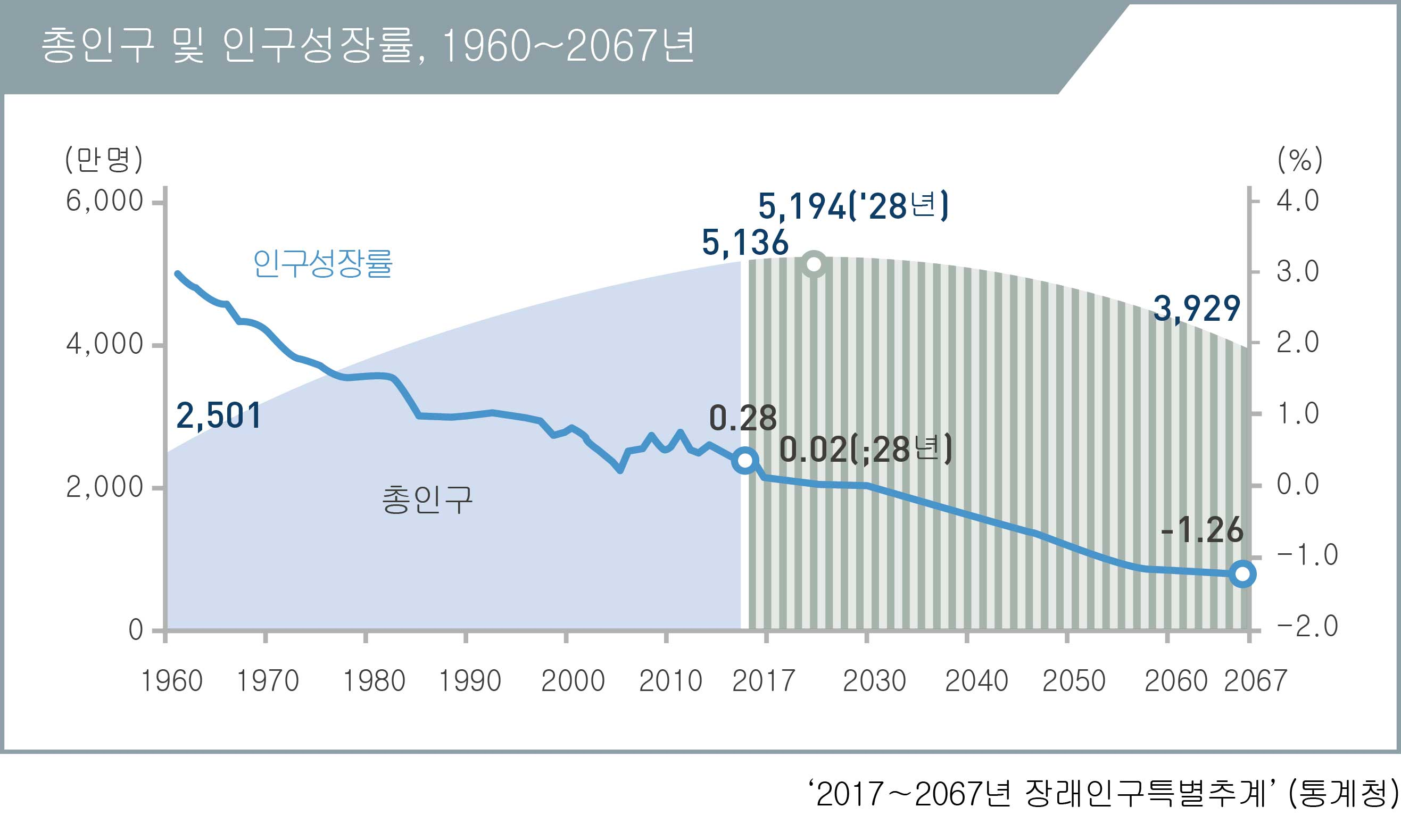
2017-2067 한국의 총인구 및 인구성장률 전망 (통계청 중위 추계 기준)

외국인을 포함한 총인구의 감소 시점은 이전 예측보다 3년 앞당겨진 2029년 발생할 것으로 예상했는데, 여기서 말하는 '총인구'란, 통계청의 내국인뿐만 아니라 외국인을 포함하는 통계로, 주민등록 내국인만을 대상으로 하는 행정안전부 주민등록인구통계와는 약간 다르다. 총인구는 2067년 3929만 명까지 감소하며, 65세 이상 노인 비율은 46.5%로 치솟을 전망이다.

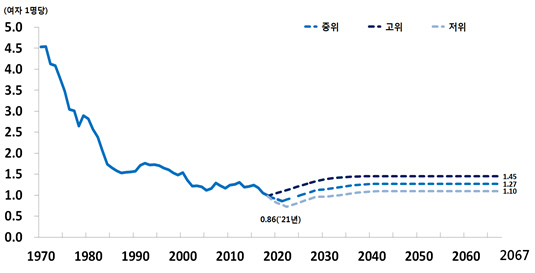
통계청의 합계출산율 전망 (고위, 중위, 저위 추계)

| 연도             | 2042       | 2050       | 2060       | 2067      |
| 0~14세 구성비    | 9.7%       | 9.0%       | 8.2%       | 8.2%      |
| 15~64세 구성비   | 55.1%      | 51.1%      | 48.0%      | 45.7%     |
| 65세 이상 구성비 | 35.2%      | 39.9%      | 43.8%      | 46.1%     |
| 총인구           | 2145 만 명 | 1823 만 명 | 1589 만 명 | 985 만 명 |

#### 저위 추계
통계청은 출산율이 올해 2021년 0.86명으로 최저점을 찍고, 이후 반등해 2040년 1.27명에 이르고 난 뒤, 향후 1.27명을 계속 유지할 것으로 전망했지만, 예상과 달리 2020년 이미 0.84명을 기록해, 예상 최저치보다도 낮은 출산율을 기록했으며, 한국은행은 2021년 0.7명대에 돌입할 지도 모른다고 밝혔다. 때문에 중위 추계가 아닌 저위 추계로 진행될 가능성이 높다.

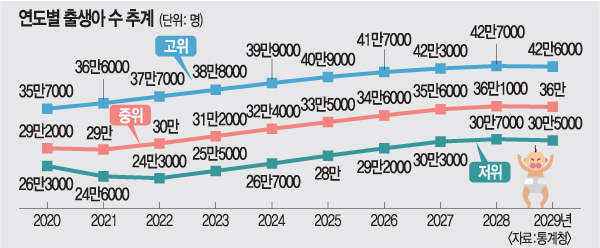
통계청의 출생아 수 전망 (고위, 중위, 저위 추계)

저위 추계에서는 출산율이 2022년 0.72명으로 최저점을 찍고, 이후 반등해 2033년 1.0명을 달성해 2045년 1.10명에 이르고 난 뒤, 향후 1.10명을 계속 유지할 것으로 전망했다. 다음은 저위 추계를 기준으로 나타낸 인구 전망이다.
| 연도             | 2042      | 2050      | 2060      | 2067      |
| 0~14세 구성비    | 8.6%      | 7.9%      | 6.9%      | 6.5%      |
| 15~64세 구성비   | 55.1%     | 50.4%     | 46.5%     | 43.5%     |
| 65세 이상 구성비 | 36.3%     | 41.6%     | 46.6%     | 50.0%     |
| 총인구           | 4994만 명 | 4723만 명 | 4204만 명 | 3812만 명 |

표는 출산율은 저위 추계로, 기대수명은 고위 추계를 기준으로 나타내었다. 기대수명을 고위 추계로 기준으로한 이유는 2020년 사망자 수가 오히려 중위 추계는 물론 고위 추계 사망자 수보다도 적어, 적어도 중위 추계보다는 더 오래살 가능성이 높기 때문이다.

### 국회예산정책처 보고서
통계청의 전망과 달리, 2021년 3월 국회예산정책처(NABO)가 공표한 '내국인 인구 시범추계: 2020~2040년'에 따르면 2020년 0.87명에서 2025년 0.75명, 2030년 0.73명, 2040년 0.73명으로 전망하여 지속적으로 하락할 것으로 전망했다.

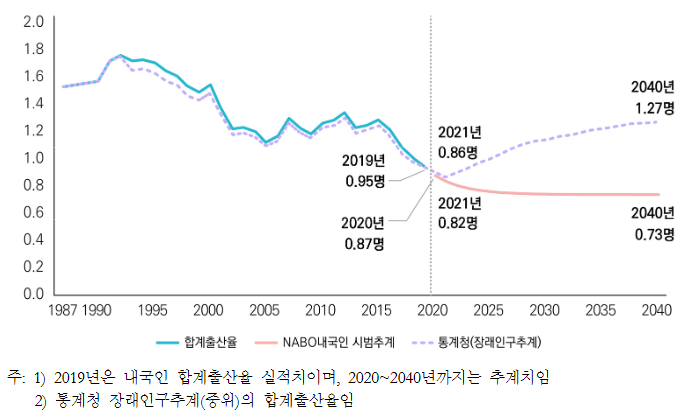
국회 예산정책처와 통계청의 합계출산율 전망 비교

이처럼 출산율 전망에 큰 차이가 있는 이유는 방법이 다르기 때문이다. 통계청은 '사회‧문화적 환경변화와 정책적 노력에 의한 출산율의 반등, 의료기술의 발달로 인한 사망률의 급격한 하락 등을 가정하고 이를 기초로 하여 미래 인구 규모를 전망하는 방식'이지만, 예산정책처가 제시한 내국인 인구추계는 '출산율, 사망률, 국제인구이동 등의 추세나 경향 등이 미래에도 유지되거나 변하지 않는다고 가정하고 장래 20년 이내의 인구를 전망'하였다고 밝혔다.
즉, 쉽게 말해, 통계청은 현재의 개인주의적 가치관이 미래에 다시 변하고, 국가 정책적 노력으로 출산율이 늘어날 것이라는 전제로 전망하였지만, 이 연구에서는 그것들이 변하지 않고 그대로 고착화한다는 것을 전제로 전망한 것이다.

다만 유의하여야 할 점은, 앞서 제시한 통계청의 '총인구'와 달리, 보고서의 '내국인 인구'는 외국인을 포함하지 않으며 90일 이상 국내에 거주하는 대한민국 국적의 사람을 의미한다. 국회 예산정책처는 보고서에서 "일반적으로 내국인은 거주지와 관계없이 대한민국 국적을 가진 사람을 의미하기 때문에 본 보고서에서 정의하는 내국인은 일반적인 의미의 내국인과 다르다"고 밝혔다.
| 인구유형    | 정의                                            | 범위                              | 관련통계                                  |
| 총인구      | 일정 시점에 일정한 지역내에 살고 있는 모든 인구 | 국내 상주 내국인 국내 상주 외국인 | 주민등록인구 총조사인구 장래추계인구      |
| 내국인 인구 | 90일 이상 국내거주 대한민국 국적 인구           | 국내 상주 내국인                  | 국회예산정책처(NABO) 내국인 인구 시범추계 |

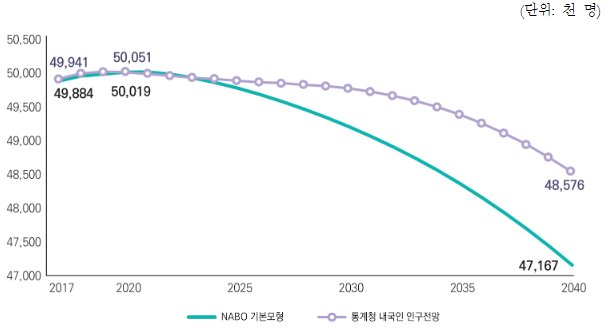
국회예산정책처와 통계청의 내국인 전망 비교

통계청 내국인 인구전망은 2020년 5,005만 명에서 2040년 4,858만 명으로 감소할 것으로 전망했지만, NABO 내국인 인구 시범추계는 2020년 5,002만 명에서 2040년 4,717만 명으로 감소할 것으로 전망하여, 통계청보다 2.9%, 141만 명 더 적은 것으로 나타났다. (통계청의 수치도 총인구가 아닌 내국인만을 한정해서 나타낸 값이다)
|                           |                | 2017      | 2020      | 2030      | 2040      |
| 통계청 내국인 인구전망    | 합계출산율     | 1.05명    | 0.90명    | 1.15명    | 1.27명    |
| 통계청 내국인 인구전망    | 내국인 인구    | 4994만 명 | 5005만 명 | 4980만 명 | 4857만 명 |
| 통계청 내국인 인구전망    | 65세 이상 비율 | 14.0%     | 16.1%     | 25.5%     | 34.3%     |
| NABO 내국인 인구 시범추계 | 합계출산율     | 1.09명    | 0.87명    | 0.73명    | 0.73명    |
| NABO 내국인 인구 시범추계 | 내국인 인구    | 4988만 명 | 5001만 명 | 4921만 명 | 4716만 명 |
| NABO 내국인 인구 시범추계 | 65세 이상 비율 | 14.1%     | 15.9%     | 26.2%     | 36.9%     |

2040년까지 유소년 인구와 생산연령인구가 급격히 감소하고 고령인구가 급격히 증가하면서 전 연령층에서 인구가 가장 많은 연령층이 2020년에는 40~60세 연령층이었지만, 2040년에는 60~80세 연령층으로 바뀔 것으로 전망된다.

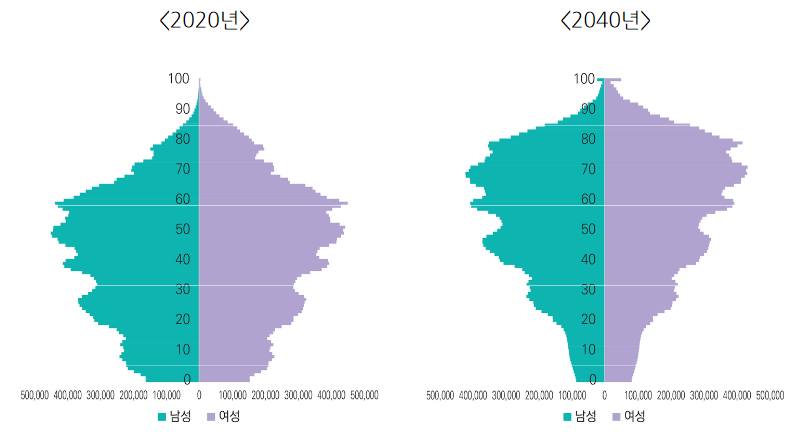
2020년, 2040년 내국인 인구 피라미드 (국회예산정책처 전망)

2020년의 내국인 노인 인구는 내국인 유소년 인구(626만명)에 비해 1.3배 많은 797만명이지만, 2040년에는 내국인 노인인구가 내국인 유소년 인구보다 5.8배 많은 1739만명에 이를 것으로 전망된다. 내국인 유소년인구는 2020년 626만 명에서 2040년 300만 명으로 감소할 것으로 전망되며, 2040년의 유소년인구 규모는 2020년 대비 47.8% 수준으로 감소할 것으로 전망된다. 반면에 내국인 노인인구는 2020년 797만 명에서 2040년 1739만 명으로 2020년에 비해 2.2배 증가한다. 이에 따라 내국인 노인인구가 내국인 인구에서 차지하는 비중도 2020년 15.9%에서 2030년 26.2%, 2040년 36.9%까지 상승할 것으로 전망된다.

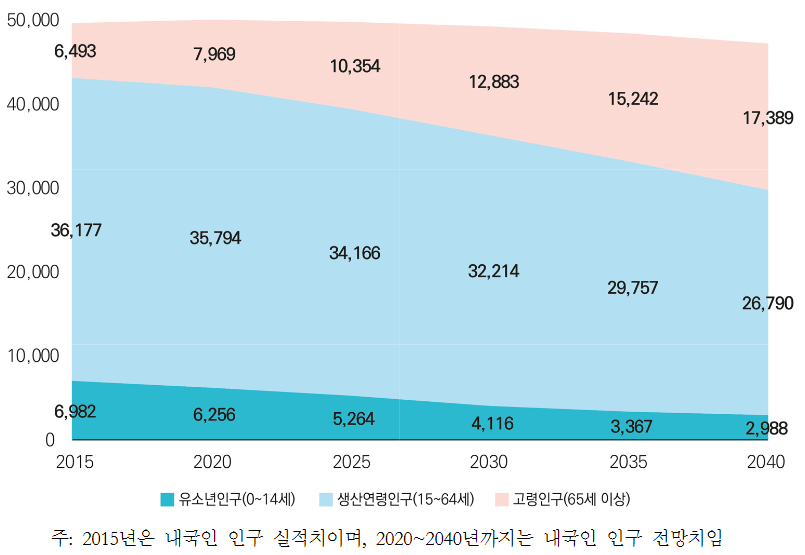
2020-2040 국회 예상정책처 보고서의 연령별 내국인 인구 예측. 단위는 천 명

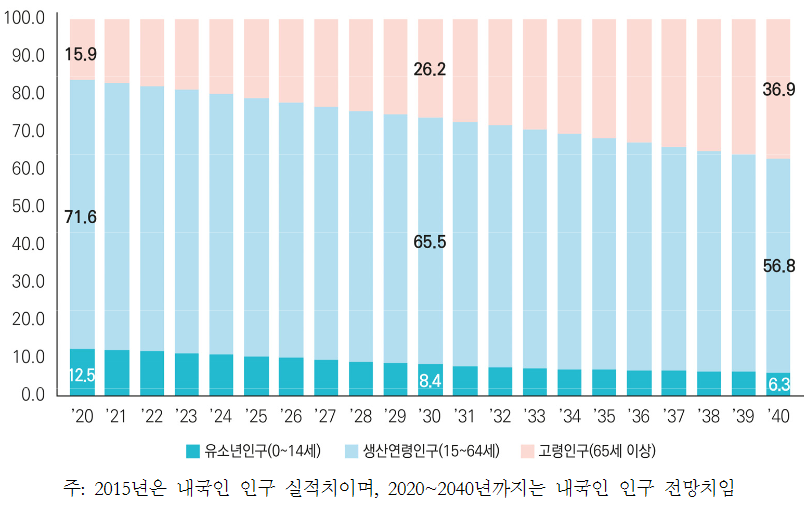
2020-2040 국회 예상정책처 보고서의 연령별 인구 비율 예측

내국인 생산연령인구는 2020년 3,579만 명에서 2040년 2,679만 명으로 감소할 것으로 전망된다. 이에 따라 내국인 생산연령인구가 내국인 인구에서 차지하는 비중도 2020년 71.6%에서 2030년 65.5%, 2040년 56.8%로 하락할 것으로 전망된다. 이렇게 내국인 생산연령인구 및 유소년 인구는 지속적으로 감소하고, 내국인 고령인구는 지속적으로 증가할 것으로 전망되는 이유는 저출산으로 인해 유소년 인구가 계속해서 감소하고 이로 인해 생산연령인구로 유입되는 인구가 계속해서 감소하게 되지만, 기대여명 증가로 인해 고령인구는 계속해서 증가하기 때문이다. 특히 유소년 인구의 감소와 생산연령인구의 감소는 그 감소폭에 있어서 순차성을 띄게 된다. 즉, 저출산으로 인해 유소년 인구가 감소하게 되면 뒤이어 감소한 유소년 인구가 생산연령인구에 진입하게 되는 시점에서 생산연령인구가 순차적으로 감소하게 된다.
이외에도 국회 예정처는 3가지 시나리오를 추가로 제시했다.

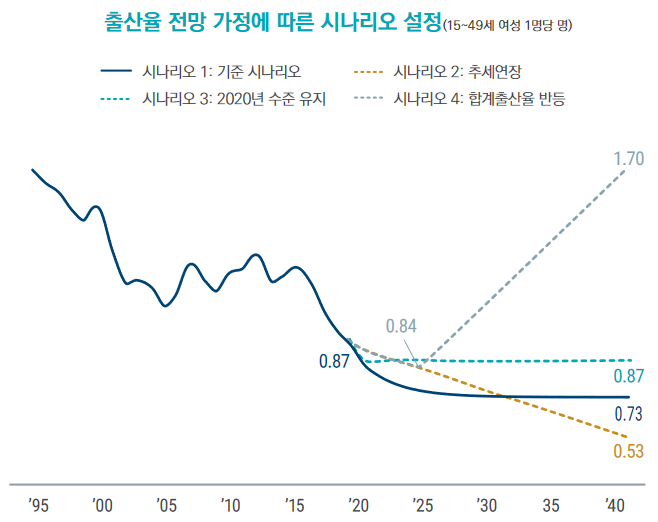
국회예산정책처 4가지 합계출산율 시나리오

시나리오 1: 기존 시나리오. 합계출산율에 영향을 미치는 경제환경, 출산에 대한 인식 등 경제·사회적 요인이 변하지 않고 현재 수준에서 완만하게 합계출산율이 하락함.
시나리오 2 : 합계출산율 하락 추세연장 모형
시나리오3 : 2020년 합계출산율수준 유지 가정 모형
시나리오 4: 출산율이 2026년 반등해 2040년부터 1.7명 유지 가정
|            |                | 2020      | 2030      | 2040      |
| 시나리오 1 | 합계출산율     | 0.87명    | 0.73명    | 0.73명    |
| 시나리오 1 | 내국인 인구    | 5001만 명 | 4921만 명 | 4716만 명 |
| 시나리오 1 | 65세 이상 비율 | 15.9%     | 26.2%     | 36.9%     |
| 시나리오 2 | 합계출산율     | 0.91명    | 0.72명    | 0.53명    |
| 시나리오 2 | 내국인 인구    | 5001만 명 | 4939만 명 | 4718만 명 |
| 시나리오 2 | 65세 이상 비율 | 15.9%     | 26.1%     | 36.9%     |
| 시나리오 3 | 합계출산율     | 0.87명    | 0.87명    | 0.87명    |
| 시나리오 3 | 내국인 인구    | 5001만 명 | 4945만 명 | 4764만 명 |
| 시나리오 3 | 65세 이상 비율 | 15.9%     | 26.1%     | 36.5%     |
| 시나리오 4 | 합계출산율     | 0.91명    | 1.15명    | 1.70명    |
| 시나리오 4 | 내국인 인구    | 5001만 명 | 4958만 명 | 4900만 명 |
| 시나리오 4 | 65세 이상 비율 | 15.9%     | 26.0%     | 35.5%     |

### 한국보건사회연구원
한국보건사회연구원이 2019년 12월 공표한 보고서 '출생 및 인구 규모 감소와 미래 사회정책'에서는, 5가지 출산율 시나리오와, 그에 더해 사망률(기대수명), 국제순이동(외국인 유입)을 조금 바꾼 2가지 시나리오를 제시하며, 총 7가지의 시나리오를 제시했다.

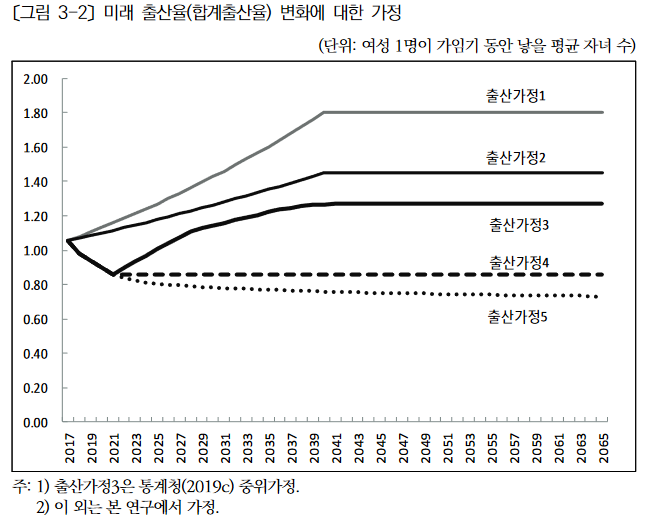
한국보건사회연구원 보고서 합계출산율 5가지 시나리오

출산가정1은 이삼식·오상훈·이상돈·구성열·최효진(2011)가 제시하였던 것으로 국가 위상 제고, 경제성장과 복지 간 선순환 관계 유지 등을 충족시켜줄 수 있는 한국 적정 인구를 달성하기 위하여 필요한 합계출산율 1.8을 2040년에 달성한 후 유지하는 것으로 가정했다.
출산가정2는 다소 낙관적인 것으로 보건의료 기술의 발전으로 유배우출산율이 개선되어 출산율이 상승한 일본 사례를 벤치마킹하였다. 즉, 합계출산율이 2040년 일본의 2015년 수준인 1.45명에 도달한 후 유지하는 것으로 가정했다.
출산가정3은 통계청 중위 추계와 동일하며, 통계청 문단에서 전술하였던 것과 같이 2021년 0.86명으로 최저점을 찍고, 2040년 1.27명으로 반등하는 것으로 가정했다.
출산가정4는 비관적인 것으로, 2021년에 합계출산율이 최저 수준인 0.86명에 도달한 후 그 수치가 계속 유지된다는 가정을 사용했다.
출산가정5는 2001~2017년 출산율 감소 속도가 지속되어 2021년 0.86, 2026년 0.8, 2030년 0.78, 2037년 0.76, 2051년 0.74, 2061년 0.73을 나타내는 것으로 가정했다.
이 5가지 출산가정에 더해, 출산율은 출산가정3(통계청 중위추계)과 동일하지만 사망(기대수명) 및 국제이동(외국인 순유입)을 바꾼 2가지 시나리오를 추가로 제시한 총 7가지의 시나리오가 있다.
| 시나리오 | 출산가정                                                   | 기대수명가정    | 국제이동가정    |
| S1       | 출산율 2040년 1.80명 도달 후 지속                          | 통계청 중위추계 | 통계청 중위추계 |
| S2       | 출산율 2040년 1.45명 도달 후 지속                          | 통계청 중위추계 | 통계청 중위추계 |
| S3       | 출산율 2040년 1.27명 도달 후 지속(통계청 중위 추계와 동일) | 통계청 중위추계 | 통계청 중위추계 |
| S4       | 출산율 2021년 0.86명 도달 후 지속                          | 통계청 중위추계 | 통계청 중위추계 |
| S5       | 출산율 2061년 0.73명으로 감소세 지속                       | 통계청 중위추계 | 통계청 중위추계 |
| S3_1     | 출산율 2040년 1.27명 도달 후 지속(통계청 중위 추계와 동일) | 통계청 고위추계 | 통계청 중위추계 |
| S3_2     | 출산율 2040년 1.27명 도달 후 지속(통계청 중위 추계와 동일) | 통계청 중위추계 | 통계청 고위추계 |

S3_1은 S3과 출산율은 같지만, 더 오래산다는 가정을 둔 시나리오고, S3_2는 S3과 출산율은 같지만, 외국인 순유입이 더 많다는 가정을 둔 시나리오다.

#### 총인구

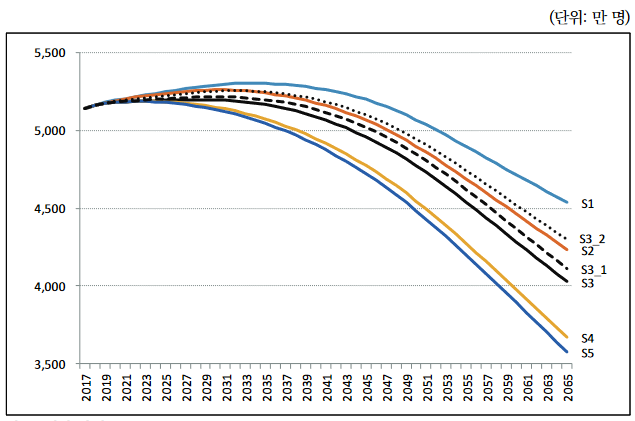
한국보건사회연구원 시나리오별 총인구 전망(2017~2065년)

시나리오1(합계출산율 2040년 1.8로 상승후 유지)의 경우 총인구는 2065년에 4500만 명에 근접하며, 시나리오2(합계출산율 2040년 1.45로 상승후 유지)와 시나리오3(합계출산율 2040년 1.27로 상승후 유지)의 경우에는 2065년에 각각 4200만 명과 4000만 명에 근접할 전망이다. 시나리오4(합계출산율 2021년 0.86으로 감소 후 유지)와 시나리오5(합계출산율 2061년 0.73까지 감소)의 경우에 총인구는 2065년 3600만 명과 3500만 명에 근접할 전망이다.
한편, 합계출산율 1.27이 지속된다는 가정하에 기대수명 고위가정의 경우(S3_1) 총인구는 2065년에 4100만 명, 그리고 국제이동 고위가정의 경우(S3_2) 총인구는 4300만 명에 근접할 전망이다. 국제이동(외국인 순유입)이 많아질 경우(S3_2)에는 출산율이 1.27에서 1.45로 상승할 경우(S2)에 비해서도 인구 감소 속도가 상대적으로 완만할 것으로 추계되었다. 합계출산율이 1.27에서 유지되더라도 평균수명이 보다 빠르게 상승할 경우(S3_1) 총인구 감소 속도는 다소 완화될 전망이다.
| 총인구 | 2017      | 2020      | 2040      | 2050      | 2065      |
| S1     | 5136만 명 | 5190만 명 | 5270만 명 | 5068만 명 | 4537만 명 |
| S2     | 5136만 명 | 5186만 명 | 5175만 명 | 4898만 명 | 4233만 명 |
| S3     | 5136만 명 | 5178만 명 | 5086만 명 | 4774만 명 | 4028만 명 |
| S4     | 5136만 명 | 5178만 명 | 4946만 명 | 4547만 명 | 3673만 명 |
| S5     | 5136만 명 | 5178만 명 | 4907만 명 | 4485만 명 | 3578만 명 |
| S3_1   | 5136만 명 | 5180만 명 | 5133만 명 | 4847만 명 | 4113만 명 |
| S3_2   | 5136만 명 | 5187만 명 | 5197만 명 | 4945만 명 | 4299만 명 |

#### 유소년 인구

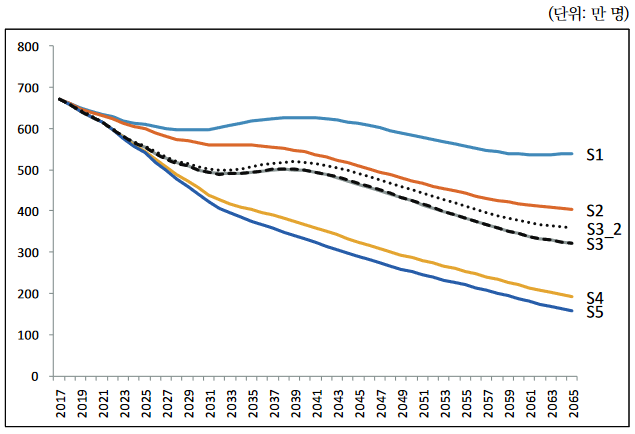
한국보건사회연구원 시나리오별 유소년 인구(0~14세) 전망(2017~2065년)

모든 시나리오에서 유소년(0~14세) 인구가 감소할 것으로 나타났으며, 출산율 수준이 낮을수록 유소년 인구의 감소세는 더욱빨라질 전망이다. 통계청 중위 시나리오(S3)에 의하면 유소년 인구는 2017년 현재 672만 명에서 2065년 322만 명으로 감소할 전망이다. 시나리오1의 경우에는 감소세가 비교적 완만하여 2065년 540만 명으로 감소할 전망이다. 그러나 시나리오4의 경우에는 2065년 192만 명, 시나리오5의 경우 2065년 158만 명으로 급격하게 감소할 전망이다.
평균수명이 더빠르게 상승할 경우(S3_1)에는 주로 고령층에만 영향을 미치기 때문에 유소년 인구는 통계청 중위 시나리오(S3)와 비교하여 차이가 없다. 국제이동이 최대로 증가하는 고위가정을 적용한 경우(S3_2) 유소년 인구는 국내이주여성의 출산이나 동반 아동 이주 등으로 인하여 통계청 중위 시나리오에 비해 상대적으로 많아질 전망이다.
| 유소년 | 2017     | 2020     | 2040     | 2050     | 2065     |
| S1     | 672만 명 | 642만 명 | 627만 명 | 584만 명 | 540만 명 |
| S2     | 672만 명 | 640만 명 | 543만 명 | 474만 명 | 404만 명 |
| S3     | 672만 명 | 630만 명 | 498만 명 | 424만 명 | 322만 명 |
| S4     | 672만 명 | 630만 명 | 367만 명 | 287만 명 | 192만 명 |
| S5     | 672만 명 | 630만 명 | 332만 명 | 252만 명 | 158만 명 |
| S3_1   | 672만 명 | 630만 명 | 499만 명 | 425만 명 | 322만 명 |
| S3_2   | 672만 명 | 630만 명 | 518만 명 | 452만 명 | 359만 명 |

#### 생산연령 인구

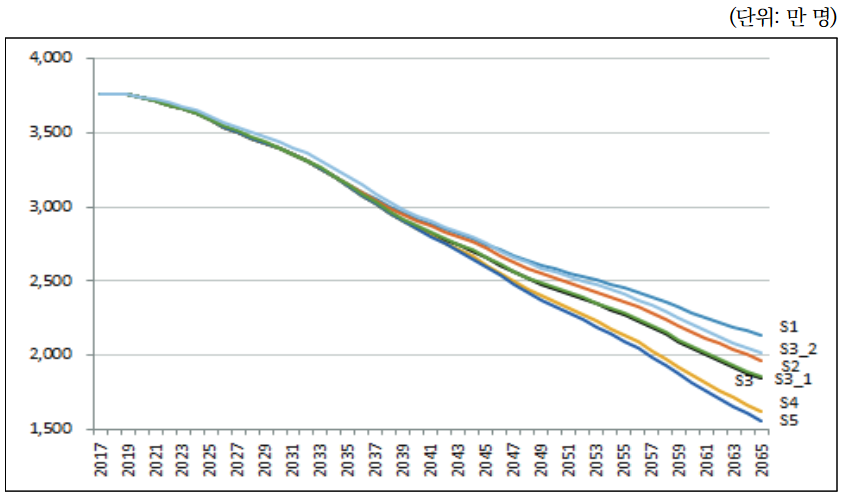
한국보건사회연구원 시나리오별 생산연령인구(15~64세) 전망(2017~2065년)

생산연령인구(15~64세) 역시 모든 시나리오에서 감소할 것으로 전망된다. 생산연령인구는 출산율이 낮은 시나리오일수록 상대적으로 더빠르게 감소가 진행할 전망이다. 구체적으로 시나리오1의 경우 생산연령인구는 2017년 3757만 명에서 2065년 2137만 명으로 감소할 것으로 전망된다. 2065년 기준으로 생산연령인구는 시나리오2의 경우 1970만 명, 시나리오3의 경우 1846만 명, 시나리오4의 경우 1621만 명, 시나리오5의 경우 1560만 명에 도달할 것으로 전망되며, 시나리오1과 시나리오5 간 생산연령인구의 차이는 약 600만 명에 이를 전망이다.
평균수명이 더빠르게 높아질 경우(S3_1) 생산연령인구는 통계청 중위 시나리오(S3)와 비교하였을 때, 거의 차이가 없을 전망이다. 평균수명 상승이 주로 고령층을 중심으로 이루어질 것이기 때문이다. 국제이동이 최다인 경우(S3_2), 통계청 중위가정에 비해 생산연령인구의 감소 속도는 현저히둔화될 것으로 전망된다. 2065년 기준으로 시나리오 S3과 S3_2 간 생산연령인구의 차이는 200만 명 이상이 될 전망이다. 국제이동 증가는 평균수명 상승과 달리 주로 젊은 층을 증가시키는 효과가 있기 때문이다.
| 생산연령 | 2017      | 2020      | 2040      | 2050      | 2065      |
| S1       | 3757만 명 | 3736만 명 | 2918만 명 | 2581만 명 | 2137만 명 |
| S2       | 3757만 명 | 3736만 명 | 2907만 명 | 2522만 명 | 1970만 명 |
| S3       | 3757만 명 | 3736만 명 | 2863만 명 | 2446만 명 | 1846만 명 |
| S4       | 3757만 명 | 3736만 명 | 2854만 명 | 2357만 명 | 1621만 명 |
| S5       | 3757만 명 | 3736만 명 | 2850만 명 | 2330만 명 | 1560만 명 |
| S3_1     | 3757만 명 | 3736만 명 | 2871만 명 | 2455만 명 | 1855만 명 |
| S3_2     | 3757만 명 | 3743만 명 | 2941만 명 | 2561만 명 | 2015만 명 |

#### 노인 인구

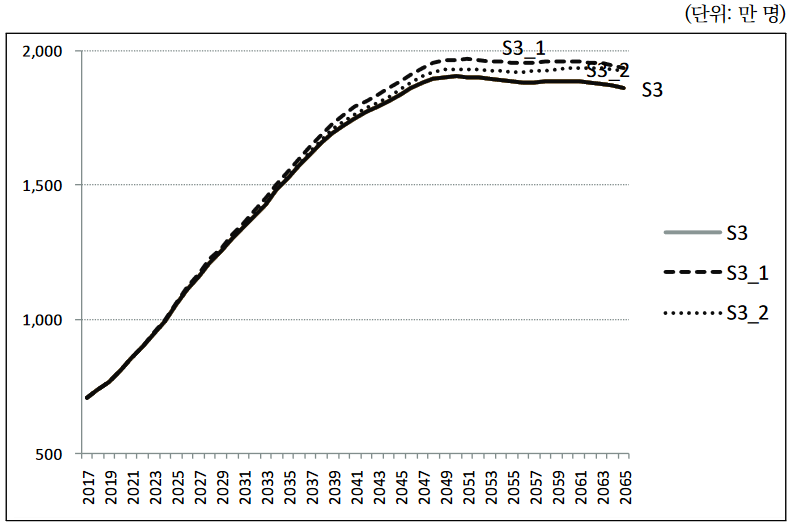
한국보건사회연구원 시나리오별 노인인구(65세 이상) 전망, 2017~2065

전체 추계 대상 기간이 65년 미만이기 때문에 노인 인구(65세 이상)의 '수'는 출산 가정에 따른 차이가 없다. 출산 가정에 따라 태어난 신생아들이 추계 기간 동안 노인 인구로 진입하지 못하기 때문이다. 이에 따라 시나리오1~시나리오5 간 노인 인구의 차이는 없지만, 예외적으로 평균수명이 보다 빠르게 증가할 것이라는 통계청의 시나리오(S3_1)에 따른 추계 결과를 보면, 통계청 중위시나리오에 비해 노인 인구가 상대적으로 많아질 전망이다. 국제이동이 최대가 되는 통계청 시나리오(S3_2)의 경우에도 외국으로부터 유입된 중장년층이 기간 경과에 따라 노인 인구가 되므로 통계청 중위시나리오에 비해서는 상대적으로 많아질 전망이다. 구체적으로 노인 인구 규모는 2050년 기준으로 통계청 중위시나리오의 경우 1903만 명인 반면, 사망 고위가정(S3_1)의 경우 1966만 명, 그리고 국제이동 고위가정(S3_2)의 경우 1932만 명으로 상대적으로 더많을 것으로 전망된다.
| 노인 | 2017     | 2020     | 2040      | 2050      | 2065      |
| S1   | 707만 명 | 813만 명 | 1724만 명 | 1903만 명 | 1860만 명 |
| S2   | 707만 명 | 813만 명 | 1724만 명 | 1903만 명 | 1860만 명 |
| S3   | 707만 명 | 813만 명 | 1724만 명 | 1903만 명 | 1860만 명 |
| S4   | 707만 명 | 813만 명 | 1724만 명 | 1903만 명 | 1860만 명 |
| S5   | 707만 명 | 813만 명 | 1724만 명 | 1903만 명 | 1860만 명 |
| S3_1 | 707만 명 | 814만 명 | 1763만 명 | 1966만 명 | 1936만 명 |
| S3_2 | 707만 명 | 813만 명 | 1738만 명 | 1932만 명 | 1926만 명 |

노인 인구수 자체는 이처럼 큰 변화가 없지만, 비율로 보면 이야기가 달라지는데, 총인구 대비노인 인구(65세 이상)의 비율 즉, 고령화 수준은 출산율이 낮은 시나리오일수록 높아질 전망이며, 구체적으로 2065년 노인 비율은 시나리오1의 경우 41.0%, 시나리오2의 경우 43.9%, 시나리오3의 경우 46.2%, 시나리오4의 경우 50.6%, 시나리오5의 경우 52.0%로 높아질 전망이다. 시나리오1과 시나리오5 간 노인 수준의 차이는 2065년 기준으로 11%포인트에 이를 전망이다.

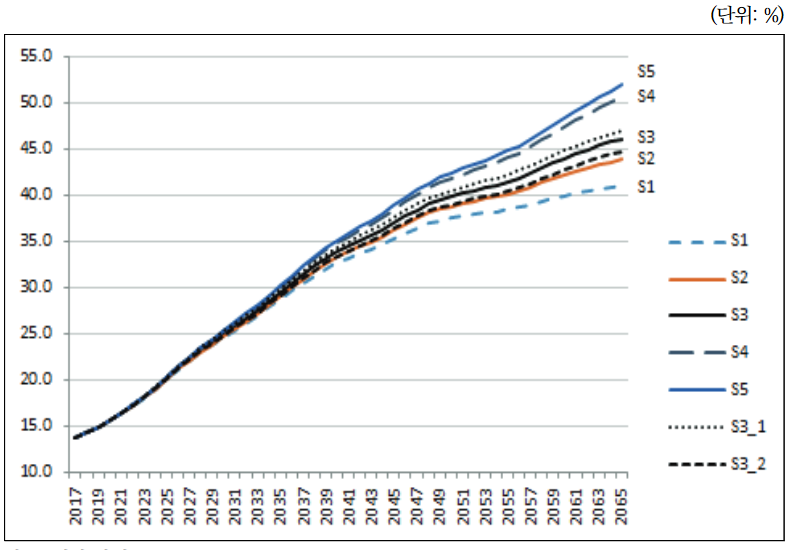
한국보건사회연구원 시나리오별 65세 이상 노인 비율 전망, 2017~2065

| 노인 비율 | 2017  | 2020  | 2040  | 2050  | 2065  |
| S1        | 13.8% | 15.7% | 32.7% | 37.6% | 41.0% |
| S2        | 13.8% | 15.7% | 33.3% | 38.9% | 43.9% |
| S3        | 13.8% | 15.7% | 33.9% | 39.9% | 46.2% |
| S4        | 13.8% | 15.7% | 34.9% | 41.9% | 50.6% |
| S5        | 13.8% | 15.7% | 35.1% | 42.4% | 52.0% |
| S3_1      | 13.8% | 15.7% | 34.3% | 40.6% | 47.1% |
| S3_2      | 13.8% | 15.7% | 33.4% | 39.1% | 44.8% |

### 유엔
2019년 6월 유엔 경제사회국(DESA)이 공표한 '세계인구전망 2019'에 따르면, 한국은 2020년부터 자연감소(출생아 수가 사망자 수를 밑도는 현상)가 발생하며, 2025년부터 내/외국인을 포함한 총인구가 감소하기 시작해 2100년 2954만 명으로 감소할 것으로 예상했다. 이는 중위 추계를 기준으로 나타난 것이며, 2020년 실제로도 자연감소가 발생했다.

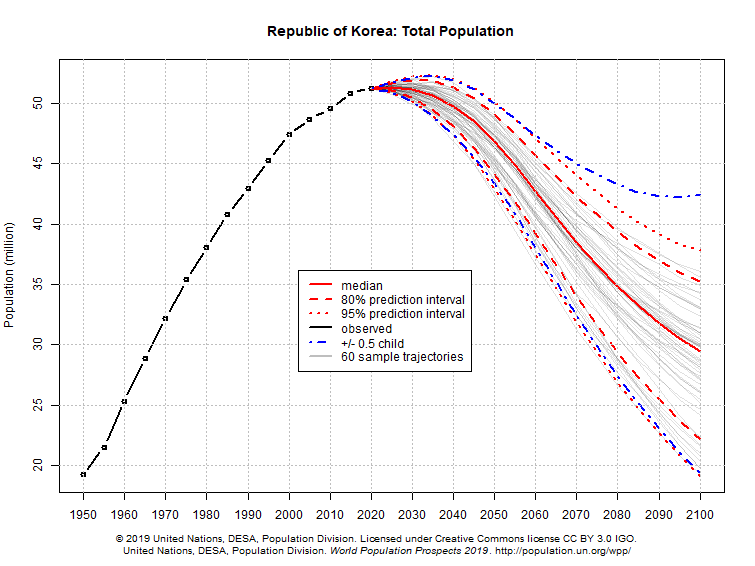
유엔의 1950~2100년 한국 인구 전망 (세로축 단위는 백만 명)

또, 향후 출산율, 기대 수명, 인구 이동 등을 모두 비관적으로 바라본 저위 추계의 경우, 2020년 5126만 명으로 정점을 찍고 2021년부터 감소가 시작되어 2100년 1928만 명까지 감소할 것이며, 낙관적으로 바라본 고위 추계의 경우 2035년 5243만 명으로 정점을 찍고 2036년부터 감소가 시작되어 4302만 명으로 감소할 것으로 내다봤다. 고위 추계는 한국 출산율을 2020~2025년 1.3, 2030~2035년 1.6, 2040~2045년 1.8에 달할 것이라 예상하는 등 거의 가능성이 없는 시나리오이기 때문에 여기서는 다루지 않는다. 이미 2020년 한국 출산율은 0.84를 기록했으며 출산율이 수년내에 크게 반등할 만한 특별한 사정도 없다.

#### 중위 추계

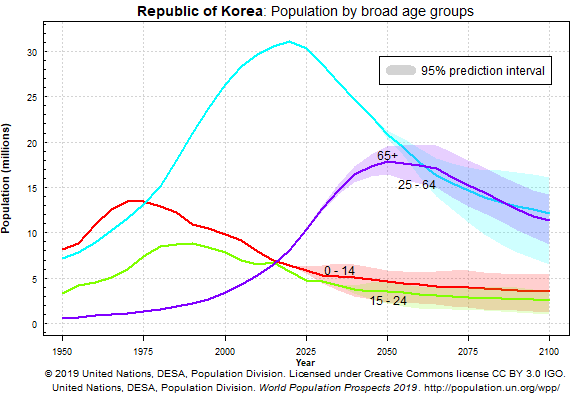
유엔의 1950~2100년 한국 연령대별 인구 수 전망

중위 추계에 따르면 한국은 2050년 65세 이상 노인 비율이 38.1%에 달하며, 같은 기간 일본 37.7%을 제치고 세계 1위 노인 비율 국가가 되며, 2060년에 이르러서는 65세 이상 노인 인구가 25~64세 일하는 인구보다 많아져 노인 부양이 사실상 어려울 것으로 예상된다.
| (유엔 중위 추계) | 평균 출산율 | 65세 이상 비율 | 중위 연령 | 총인구          |
| 2020-2025        | 1.08명      | 15.8%          | 43.7세    | 5126만 명       |
| 2025-2030        | 1.09명      | 20.2%          | 46.5세    | 5133만 명       |
| 2030-2035        | 1.18명      | 24.7%          | 49.1세    | 5115만 명       |
| 2035-2040        | 1.25명      | 29.0%          | 51.4세    | 5068만 명       |
| 2040-2045        | 1.32명      | 32.9%          | 54.9세    | 4978만 명       |
| 2045-2050        | 1.39명      | 35.8%          | 56.5세    | 4848만 명       |
| 2050-2055        | 1.44명      | 38.1%          | 57.7세    | 4683만 명       |
| 2055-2060        | 1.48명      | 39.2%          | 58.5세    | 4485만 명       |
| 2060-2065        | 1.52명      | 40.9%          | 58.5세    | 4270만 명       |
| 2065-2070        | 1.56명      | 42.1%          | 58.3세    | 4056만 명       |
| 2070-2075        | 1.58명      | 41.9%          | 57.9세    | 3854만 명       |
| 2075-2080        | 1.61명      | 41.5%          | 57.1세    | 3666만 명       |
| 2080-2085        | 1.63명      | 41.3%          | 56.2세    | 3493만 명       |
| 2085-2090        | 1.64명      | 40.5%          | 55.7세    | 3335만 명       |
| 2090-2095        | 1.65명      | 39.5%          | 55.1세    | 3191만 명       |
| 2095-2100        | 1.67명      | 38.7%          | 54.6세    | 3062만 명 (2095 |

(65세 이상 비율, 중위 연령, 총인구 모두 첫년도를 기준으로 나타낸 것임. 예를 들어, 2020-2025년 총인구는 2020년 인구를 기준으로 나타낸 것임)

#### 저위 추계
| (유엔 저위 추계) | 평균 출산율 | 65세 이상 비율 | 중위 연령 | 총인구          |
| 2020-2025        | 0.83명      | 15.8%          | 43.7세    | 5126만 명       |
| 2025-2030        | 0.69명      | 20.4%          | 46.8세    | 5093만 명       |
| 2030-2035        | 0.68명      | 25.3%          | 49.8세    | 5012만 명       |
| 2035-2040        | 0.75명      | 30.1%          | 52.6세    | 4893만 명       |
| 2040-2045        | 0.82명      | 34.6%          | 55.2세    | 4740만 명       |
| 2045-2050        | 0.89명      | 38.1%          | 57.2세    | 4552만 명       |
| 2050-2055        | 0.94명      | 41.1%          | 59.0세    | 4333만 명       |
| 2055-2060        | 0.98명      | 43.1%          | 60.8세    | 4081만 명       |
| 2060-2065        | 1.02명      | 45.9%          | 62.5세    | 3804만 명       |
| 2065-2070        | 1.06명      | 48.5%          | 64.0세    | 3519만 명       |
| 2070-2075        | 1.08명      | 49.8%          | 64.9세    | 3241만 명       |
| 2075-2080        | 1.11명      | 51.0%          | 65.7세    | 2980만 명       |
| 2080-2085        | 1.13명      | 52.7%          | 66.6세    | 2737만 명       |
| 2085-2090        | 1.14명      | 53.7%          | 67.4세    | 2513만 명       |
| 2090-2095        | 1.15명      | 53.0%          | 67.4세    | 2303만 명       |
| 2095-2100        | 1.17명      | 51.6%          | 66.4세    | 2106만 명 (2095 |

저위 추계에 따르면, 한국은 65세 이상 노인 비율이 2045년 일본을 추월해 전 세계에서 가장 높은 국가가 될 것이며, 2100년 인구가 1928만 명으로 감소할 전망이다.

## 정부 대책
한국 정부는 2006년 저출산 해소를 위해 출산 보건 의료 서비스 개선을 골자로 하는 새로운 정책을 시행했다. 하지만 이 정책은 출산율을 높이는 데 거의 효과가 없었다. 출산율을 이에 출산율을 높이고 다가오는 고령화 사회의 문제에 대비하기 위해 2003년에 고령화 및 미래사회위원회가 설립되었다. 위 대통령 직속의 이 위원회는 2006년 제1차 저출산 고령사회 기본계획을 발표했다. 이 계획은 보육 및 유아 교육에 대한 지원과 사회 보험과 같은 다자녀 가정을 위한 경제적 혜택을 포함한다.
한국 정부는 2018년 12월 2일 한국의 출산율을 높이기 위한 친출산 정책을 발표했다. 이 정책은 의료비와 양육비를 줄이고 워킹맘들에게 더 나은 지원 시스템을 제공함으로써 부모가 2명 이상의 아이를 가질 수 있는 긍정적인 환경을 조성하는 것을 목적으로 한다.
2017년에 당선된 문재인 대통령은 정부가 공공기관이 돌보는 영유아 보육 비율을 3배로 확대하겠다며, 이를 위해 자녀 양육비 보조금을 확대하겠다고 밝혔다. 정부는 2022년까지 신생아 수가 연간 30만 명 미만으로 줄어들 것으로 예상하고 있어 출산율이 지속적으로 감소함에 따라 매년 30만 명 이상의 신생아 비율을 유지하는 것을 목표로 한다.
보건복지부는 문재인 정부의 개선된 계획이 전세대의 삶의 수준을 높이고 장기적으로 저출산 문제를 해결할 것이라고 말했다. 정부는 2019년부터 만 1세 미만의 영유아에 대한 의료비 지원을 약속했다. 또한, 정부는 2025년까지 미취학 아동들에게 재정적 지원을 제공할 계획이다.
정부는 난임 부부에 대한 지원을 늘렸다.  난임 부부는 최대 4회까지 인공수정을 위한 의료비의 70% 이상을 지원받을 수 있다. 보건복지부에 따르면 2019년 하반기부터 8세 미만의 자녀가있는 부모는 1시간 일찍 퇴근할 수 있으며 유급 육아휴직은 10일로 늘어난다.

### 저출산기본법 등 법적 근거
저출산기본법은 자녀의 출산 및 양육이 원활하게 이루어지고 노인이 중요한 사회적 행위자로서 건강하고 활력 있는 사회생활을 할 수 있도록 하는 국가의 책임을 정하고, 저출산ㆍ고령사회 정책의 기본방향과 그 수립 및 추진체계에 관한 사항 등을 규정함으로써 국민의 삶의 질 향상과 국가의 지속적인 발전에 이바지할 목적으로 2005년 5월 18일 제정되어 같은 해 9월 1일 시행되었다. 이후 저출산기본법은 2020년 8월 현재까지 총 4회에 걸쳐 개정되었는데 그 주요한 내용은 다음 표와 같다.
| 시행일        | 주요 개정 내용 |
| ------------- | --- |
| 2008. 2. 29.  | ▪ 저출산ㆍ고령사회 정책에 관한 중요정책 결정의 신속성을 제고하고, 부처 중심의 책임 있는 행정체계를 강화하기 위해 대통령 소속의 저출산위를 보건복지가족부장관 소속으로 변경하여 그 기능을 수행하도록 개정 |
| 2012. 2. 5.   | ▪ 매년 7월 11일을 인구의 날로 지정하고, 국가와 지자체는 인구의 날 취지에 적합한 행사와 교육ㆍ홍보사업을 실시하도록 노력함으로써, 저출산ㆍ고령화 대응에 민간참여를 유도하도록 개정 |
| 2012. 11. 24. | ▪ 저출산ㆍ고령사회 정책 관련 사업수행 체계를 일원화하고, 관련 부처 간의 정책적 조율 및 협력을 원활하게하기 위하여 저출산위를 복지부장관 소속에서 대통령 소속으로 변경 ▪ 국가 및 지자체로 하여금 국민이 저출산 및 인구 고령화 문제의 중요성을 이해하고, 결혼ㆍ출산 및 가족생활에 대한 합리적인 가치관을 형성할 수 있도록 하는 인구교육을 활성화하도록 개정 ▪ 자녀 양육비 지원정책 입안에 활용하기 위하여 자녀의 임신ㆍ출산ㆍ양육 및 교육에 소요되는 비용에 대한 통계조사를 할 수 있도록 근거를 마련 ▪ 고령화 사회에 대비하기 위하여 국가 및 지자체로 하여금 국민이 행복하고 활기찬 노후생활을 설계할 수 있게 적절한 상담과 교육을 받을 수 있도록 필요한 시책을 강구하도록 개정 |
| 2014. 3. 18.  | ▪ 국민 건강증진을 위한 시책을 강구하는데 있어 성별에 따른 특성도 반영하도록 개정 |

### 기본계획 수립 및 시행
정부는 2006년부터 2020년 8월 현재까지 저출산․고령사회에 대비한 중․장기 정책목표 및 방향을 설정하기 위해 3차에 걸쳐 기본계획을 수립하여 추진하고 있다.

### 제1차 기본계획
정부는 2006년 8월 제1차 기본계획을 수립하면서 출산율 하락 추세를 전환하고, 고령사회에 적응하기 위한 사회기반을 구축하기 위하여 ‘출산과 양육에 유리한 환경 조성’, ‘고령사회 삶의 질 향상 기반 구축’, ‘저출산․고령사회 성장동력 확보’, ‘저출산․고령사회 대응 사회적 분위기 조성’이라는 4대 추진 분야에서 230개 세부과제를 설정하였다.
이후 2008년 12월에는 제1차 기본계획 수립 이후에 도입된 정책과 국정과제를 반영하기 위해 제1차 기본계획 보완판을 수립하여 237개 세부과제를 추진하였는데 제1차 기본계획에 투입된 재정 규모는 5년간 40.3조 원이고, 그간 추진한 분야별 주요 사업과 재정 투입 현황은 다음 표와 같다.
| 분야                            | 세부 분야                               | 주요 과제 | 재정 규모 (2006-2010)    |
| ------------------------------- | --------------------------------------- | --- | ------------------------ |
| 출산과 양육에 유리한 환경 조성  | 결혼ㆍ출산ㆍ양육에 대한 사회책임 강화   | ▪ 결혼ㆍ출산 주 연령층에 대한 결혼정보 제공 및 지원 ▪ 보육ㆍ교육비 지원의 선진화 ▪ 육아지원 시설 확충 ▪ 산전검사 및 분만취약지역 지원 | 19.1조 원 (총 96개 과제) |
| 출산과 양육에 유리한 환경 조성  | 일ㆍ가정 양립 및 가족친화 사회문화 조성 | ▪ 육아휴직제도 활성화 및 근로형태 유연화 ▪ 가족친화기업인증제 확산 ▪ 가족 가치관 확립을 위한 학교ㆍ사회 교육 강화                     | 19.1조 원 (총 96개 과제) |
| 출산과 양육에 유리한 환경 조성  | 건전한 미래세대 육성                    | ▪ 아동학대 예방 및 방임 아동 보호체계 구축 ▪ 지역사회 아동․청소년 방과후 서비스 제공, 보호 강화 ▪ 빈곤아동의 자활ㆍ자립 지원          | 19.1조 원 (총 96개 과제) |
| 고령사회 삶의 질 향상 기반 구축 | 노후소득보장체계 강화                   | ▪ 국민연금 내실화 및 사각지대 해소 ▪ 퇴직연금제도 확대, 개인연금 활성화                                                               | 15조 원 (총 66개 과제)   |
| 고령사회 삶의 질 향상 기반 구축 | 건강하고 보호받는 노후생활 보장         | ▪ 노인질환에 대한 종합 지원 강화 ▪ 치매노인에 대한 종합적 관리 및 지원체계 구축 ▪ 노인요양시설 인프라 확충                            | 15조 원 (총 66개 과제)   |
| 고령사회 삶의 질 향상 기반 구축 | 노인의 사회참여와 노후준비 기반 조성    | ▪ 노인적합형 일자리 창출 ▪ 노인의 여가문화 활성화                                                                                     | 15조 원 (총 66개 과제)   |
| 고령사회 삶의 질 향상 기반 구축 | 고령친화 생활환경 조성                  | ▪ 저소득 고령자를 위한 주택공급 확대 ▪ 고령자에게 편리한 교통환경 조성 ▪ 지역특성에 적합한 차별화된 노인복지정책 추진                 | 15조 원 (총 66개 과제)   |
| 미래 성장동력 확보              | 여성ㆍ고령자 등 잠재인력 활용 기반 구축 | ▪ 여성의 직업능력 개발 및 취업 지원 ▪ 고령자 고용촉진 지원 강화 ▪ 우수 외국인력의 적극 유치                                           | 6.2조 원 (총 75개 과제)  |
| 미래 성장동력 확보              | 인적자원의 경쟁력 및 활용도 제고        | ▪ 수요자 중심의 직업능력개발 기회 확대 ▪ 산업현장의 안전, 보건 증진                                                                   | 6.2조 원 (총 75개 과제)  |
| 미래 성장동력 확보              | 고령친화사업 육성                       | ▪ 고령친화 제품 기술개발 촉진 ▪ 역모기지제도 및 자산운용산업의 활성화                                                                 | 6.2조 원 (총 75개 과제)  |

제1차 기본계획은 정부가 저출산․고령사회에 대한 대응을 국가적 과제(Agenda)로 설정하여 각종 법령․제도의 정비를 통해 출산에 대한 사회적 책임을 강화하였으나, 정책 대상집단이 주로 저소득층에 한정되었고 특정영역(보육지원 등)에 지원이 편중됨에 따라 일․가정 양립을 위한 대응책 등은 상대적으로 미흡했다고 평가되고 있다.

### 제2차 기본계획
정부는 2010년 10월 제2차 기본계획을 수립하면서 ‘점진적 출산율 회복과 고령사회 대응체계 확립’을 목표로 ‘출산과 양육에 유리한 환경조성’, ‘고령사회 삶의 질 향상 기반 구축’, ‘성장동력 확보 및 분야별 제도개선’이라는 3대 추진 분야에서 231개 세부과제를 추진하였다.
제1차 기본계획은 저출산 극복을 위하여 저소득 가정을 대상으로 보육 지원 중심의 대책을 추진하였으나, 제2차 기본계획에서는 맞벌이 등 일하는 가정을 대상으로 하는 정책들이 반영되는 등 보다 종합적인 접근을 시도하였다.
또한, 고령사회 대책에서도 제1차 기본계획은 저소득 노인 중심으로 노후소득보장과 건강 등에 대한 제도적 기반을 마련하는 데 주력하였으나, 제2차 기본계획에서는 베이비붐 세대와 중산층 이상 노인으로 정책대상을 확대하여 고령자의 삶의 질과 관련된 제도를 강화하려 하였는데 제2차 기본계획에 투입된 재정 규모는 5년간 109.9조 원이고, 그동안 추진한 분야별 주요 사업과 재정투입 현황은 다음 표와 같다.
| 분야                          | 세부 분야                            | 주요 과제 | 재정 규모 (2016-2020)     |
| ----------------------------- | ------------------------------------ | --- | ------------------------- |
| 저출산 대책                   | 청년 일자리ㆍ주거대책 강화           | ▪ 노동 개혁을 통한 고용 창출과 일자리의 질 제고 ▪ 청년․예비부부 주거 지원 강화 ▪ 신혼부부의 맞춤형 임대주택 공급 확대 | 108.4조 원 (총 47개 과제) |
| 저출산 대책                   | 난임 등 출생에 대한 사회적 책임 강화 | ▪ 임신ㆍ출산 의료비 대폭 경감 ▪ 난임부부 종합지원체계 구축 ▪ 다문화 가정 맞춤형 서비스 확대                           | 108.4조 원 (총 47개 과제) |
| 저출산 대책                   | 맞춤형 돌봄 확대․교육 개혁           | ▪ 보육ㆍ돌봄 사각지대 해소 ▪ 지역사회 내 돌봄 여건 확충 ▪ 공교육의 역량 강화 및 사교육 부담 경감                      | 108.4조 원 (총 47개 과제) |
| 저출산 대책                   | 일ㆍ가정 양립 사각지대 해소          | ▪ 일ㆍ가정 양립을 위한 기업 문화 확산 ▪ 육아기 근로시간 단축 활성화                                                   | 108.4조 원 (총 47개 과제) |
| 고령사회 대책                 | 노후소득보장 강화                    | ▪ 공적연금 강화, 주택ㆍ농지연금 대폭 확산 ▪ 퇴직ㆍ개인연금 확산ㆍ정착                                                 | 89.1조 원 (총 78개 과제)  |
| 고령사회 대책                 | 활기차고 안전한 노후 실현            | ▪ 노인 의료비 부담 경감 ▪ 고령자 문화ㆍ여가 인프라 개선 ▪ 고령자를 위한 임대주택 공급 확대                            | 89.1조 원 (총 78개 과제)  |
| 고령사회 대책                 | 여성, 중ㆍ고령자, 외국인력 활용 확대 | ▪ 경력단절여성 재취업 지원체계 강화 ▪ 중ㆍ고령자 취업 지원 활성화 ▪ 해외우수인재 유치기반 강화                        | 89.1조 원 (총 78개 과제)  |
| 고령사회 대책                 | 고령친화경제로의 도약                | ▪ 고령친화 관광산업 및 식품산업 육성 ▪ 대학구조개혁 추진 등 인구다운사이징 대비 강화                                  | 89.1조 원 (총 78개 과제)  |
| 저출산․고령사회 대응기반 강화 | 민간ㆍ지역ㆍ정부 협력체계 강화       | ▪ 사회 각 부문별 저출산 극복 운동 추진 ▪ 국민 참여 통로 다각화                                                        | 0.0조 원 (총 9개 과제)    |
| 저출산․고령사회 대응기반 강화 | 홍보ㆍ인식개선 활성화                | ▪ 저출산 극복을 위한 인식개선ㆍ홍보 강화 ▪ 고비용 결혼문화 개선                                                       | 0.0조 원 (총 9개 과제)    |
| 저출산․고령사회 대응기반 강화 | 중앙ㆍ지방의 추진기반 강화           | ▪ 저출산ㆍ고령사회 영향평가제도 도입 ▪ 저출산위 기능 강화                                                             | 0.0조 원 (총 9개 과제)    |

이에 정부는 제3차 기본계획을 재구조화하기 위한 연구용역과 다양한 의견수렴 과정 등을 거쳐 2019년 2월 제3차 기본계획 수정계획을 발표하면서 다음 표와 같이 2018년도 시행계획 기준 189개 과제 중 85개를 부처자율과제로 분류하여 기본계획에서 제외하였고, 나머지 104개 과제를 역량집중과제(38개)와 계획관리과제(66개)로 분류하여 2020년 8월 현재까지 계속 추진 중이다.
| 분야                          | 세부 분야                                            | 주요 과제 | 재정 규모 (2019-2020)    |
| ----------------------------- | ---------------------------------------------------- | --- | ------------------------ |
| 저출산 대책                   | 출산ㆍ양육비 부담 최소화                             | ▪ 의료비 제로화, 아동수당 지급, 안전한 출산 ▪ 다자녀 지원 확대, 출산휴가급여 사각지대 해소                   | 77.3조 원 (총 96개 과제) |
| 저출산 대책                   | 아이와 함께하는 시간 최대화                          | ▪ 생애주기별 근로시간 단축, 남성 육아참여 확대 ▪ 일․생활 균형 환경 조성, 육아휴직 제도 개편                  | 77.3조 원 (총 96개 과제) |
| 저출산 대책                   | 촘촘하고 안전한 돌봄체계 구축                        | ▪ 보육의 공공성 및 유치원 공공성 강화 ▪ 온종일 돌봄, 가정 내 돌봄 지원, 지역 협력체계 강화                   | 77.3조 원 (총 96개 과제) |
| 저출산 대책                   | 모든 아동 존중과 포용적 가족문화 조성                | ▪ 모든 아동 대상 차별 없는 보호 여건 마련 ▪ 포용적 가족문화 조성                                             | 77.3조 원 (총 96개 과제) |
| 저출산 대책                   | 2040세대 안정적인 삶의 기반(일ㆍ주거ㆍ교육) 조성     | ▪ 안정된 일자리, 차별 없는 일자리 조성 ▪ 청년ㆍ신혼부부 등 맞춤형 주거지원 강화, 교육혁신                    | 77.3조 원 (총 96개 과제) |
| 고령사회 대책                 | 다층적 노후소득보장체계 내실화                       | ▪ 다층적 노후보장소득체계 내실화, 공적연금 역할 강화 ▪ 사적연금 실효성 제고, 기초생활보장제도 등 강화        | 42조 원 (총 57개 과제)   |
| 고령사회 대책                 | 신중년의 새로운 인생 출발 지원                       | ▪ 인생 3모작 기반 구축을 통한 신중년 일자리 기회 확대 ▪ 활기찬 노후를 준비하는 신중년 새출발 지원인프라 확충 | 42조 원 (총 57개 과제)   |
| 고령사회 대책                 | 고령자의 다양한 사회참여 기회 확대                   | ▪ 노인일자리 80만 개 창출․지원 ▪ 고령자 대상 여가 및 교육 기회 확대                                          | 42조 원 (총 57개 과제)   |
| 고령사회 대책                 | 지역사회 중심의 건강․돌봄 환경 구축                  | ▪ 의료․건강 관리, 돌봄․요양 및 주거․환경 조성                                                                | 42조 원 (총 57개 과제)   |
| 고령사회 대책                 | 성숙한 노년기를 위한 기반 마련                       | ▪ 존엄하게 삶을 마무리할 수 있는 기반 마련 ▪ 노인자살 예방을 위한 적극적인 대응                              | 42조 원 (총 57개 과제)   |
| 저출산․고령사회 대응기반 강화 | 사회시스템 및 지역                                   | ▪ 인구구조 변화 대응 핵심분야 대책 마련 ▪ 지역 정책 패러다임 전환 및 인구 대응 사업 활성화                   | 0.0조 원 (총 10개 과제)  |
| 저출산․고령사회 대응기반 강화 | 인구 변화 대응 기반 강화 (총 10개 과제) 및 인식 개선 | ▪ 인구정책 추진체계 구축 ▪ 인식 개선을 위한 홍보 및 교육 강화                                                | 0.0조 원 (총 10개 과제)  |

## 관련 설문조사

### 인구 변동 현상에 대한 인식
2020년 9월 11일~10월 22일 동안 만 19세 이상 성인 8,000명에 대한 면접조사를 실시한 결과: 저출산과 인구 고령화, 인구 규모의 감소, 수도권 집중화 현상으로 나타나는 인구 변동 현상에 대해 국민들의 90.0% 이상은 사회문제로 인식하는 것으로 나타났다. 또한 저출산 현상과 고령화 현상이 본인의 삶에 미치는 영향을 미칠 것이라는 응답은 85.8%, 87.7%이며, 정부의 저출산 정책과 고령화 정책에 대한 효과에 대해서는 56.5%, 80.5%가 긍정적으로 평가하였다.
2023년 219명의 청년이 참여한 저출산고령사회위원회와 보건복지부의 ‘저출산 정책제안 토론회'의 설문조사 결과, '출산을 반드시 해야한다'는 응답은 전체의 6.8%, '출산을 하지 않는 것이 낫다'가 20.1%를 차지하며 청년층의 저출산 관련 인식이 드러났다.

### 결혼 및 가족 관련 가치관
가족의 가장 중요한 기능에 대한 가치관에서는 정서적 기능 49.1%, 사회화 기능 26.2%로 조사되었고, 도구적 기능인 경제적 기능, 출산을 통한 재생산 기능의 중요성은 감소한 것으로 나타났다.
가족 내 역할 및 책임에 대한 성평등 의식과 성평등 정도에 대한 현실 평가에서는 가족 내 역할에서 성평등 인식은 높은 반면, 실제 현실은 이를 따라가지 못하는 이상과 현실에서 차이가 발생하고 있다. 가족의 의사결정권이나 재산권의 동등한 권리에서는 인식과 현실의 차이가 적은 반면, 여성의 가사와 육아, 남성의 경제활동의 분리는 성평등 의식과는 달리 현실에서는 성평등 실현이 이루어지지 못한 것으로 나타났다.
가족 형성에 대한 가치관에서는 현재의 법정 혼인만을 유일하게 결혼제도로 다루는 것에 대해 시대에 뒤처진 제도라고 생각하는 비율이 60.0% 이상으로 높게 나타나며, 법적 혼인제도 바깥에 있는 ‘동거’에 대해서는 결혼을 전제한 동거는 65.0% 이상이 동의, 결혼과 무관한 동거는 40.0% 미만이 동의하는 것으로 나타났다.
성인 남녀의 다양한 결합에 대해 가족으로 인정하는 정도는 결혼하지 않은 성인 남녀의 결합에 대한 가족 인정은 50.0% 이상으로 나타났지만, 그 외의 젊은 동성 친구, 고령 동성 친구, 젊은 동성 연인 간의 결합은 가족으로 인정하는 비율이 20.0%대로 차이를 보였다. 동반자 등록제를 통한 제도적 보호에 대한 생각에서는 성인 남녀의 결합 형태와 고령 동성친구에 대해 동의하는 비율이 61.9%와 48.9%로 높게 나타난 반면 젊은 동성 친구 또는 연인에 대해서는 동반자 등록제를 통해 보호해야 한다는 비율은 약 30.0%대로 나타났다.
가족의 기능과 성평등 역할, 가족 구성 등에서 전통적 가족에 대한 가치관이 변화하고 있는 것으로 나타났다. 하지만 이상적 가족에 대한 국민의 가치관에서 여전히 가정 내 여성과 남성의 우선시하는 역할에 대한 선입견을 가지고 있으며, 또한 부모와 자녀의 핵가족의 모습에 대한 편향된 가치관을 가지고 있는 것으로 나타났다. 한국 사회의 이상적인 가족에 대한 인식에서는 ‘여성과 남성 모두 일을 하면서 아이를 기르는 가족’이 가장 이상적이라고 보았고, 그 다음이 ‘남성이 일을 하고 여성이 가정에서 아이를 기르는 가족’ 순으로 나타났다.

### 연령과 세대 관련 가치관
특정 연령대에 속한 사람에게 기대하는 역할 또는 행동을 의미하는 연령규범에 대해 국민들의 동의 정도를 조사한 결과, 총 7개 중 5개의 문항에 대해 응답자의 80.0%가 동의하는 등 대부분의 국민들이 연령별 과업수행과 특정 연령대에 대한 고정관념을 가지고 있는 것으로 나타났다. 연령에 대한 고정관념은 적정 연령기에 결혼, 출산 등 가족발달과업에 대한 동의, 취업, 승진 그리고 직장에서의 역할에 대한 연령규범, 청년(젊은이)에 대한 고정관념도 대부분 동의하는 비율이 높게 나타났다.
노인과 청년에 대한 연령차별에서는 취업 영역에서 특히 노인과 청년 모두 차별 현상이 두드러졌다. 약 88.0%가 노인은 능력에 맞는 마땅한 일자리를 찾기 어렵다는 데 동의하였고, 약 79.0%가 취업 영역에서 청년의 차별에 동의하는 것으로 나타났다. 반면 이혼 또는 재혼에 대해 연령으로 인한 차별이 존재한다는 문항에는 모두 절반 미만이 동의하여, 사회·가정·직장에의 기여 및 인정 부문보다는 연령차별이 낮게 나타났다.
본 조사에서 노인차별에 대한 동의 비율이 청년차별에 대한 동의 비율에 비해 약 11.0%포인트(가정 내 돌봄)에서 18.0%포인트(이혼) 정도 높게 나타나, 청년보다는 노인이 연령으로 인해 차별받는 것으로 인식되고 있다.
인구 고령화 현상에 따른 젊은 사람들의 사회적 부양 부담 증가에 대해서는 응답자의 82.1%가 동의하며, 직장 내에서도 고령자 증가가 젊은 사람에게 업무 부담을 주며 전체적 성과에도 부정적이라는 인식이 55.7%, 선거에서도 젊은 사람의 의견 반영이 어렵다고 응답한 비율이 52.2%로 나타났다. 즉, 인구 고령화는 세대 간 부양자와 피부양자라는 역할을 부여하고, 이로 인한 세대갈등을 초래할 가능성을 내재하고 있는 것으로 보인다.

## 추가 자료
- 대한민국의 지역별 한계출산율 목록
- 저출산
- 대한민국의 인구
- 대한민국의 고령화